# سفارت ایالات متحده آمریکا در طنجه

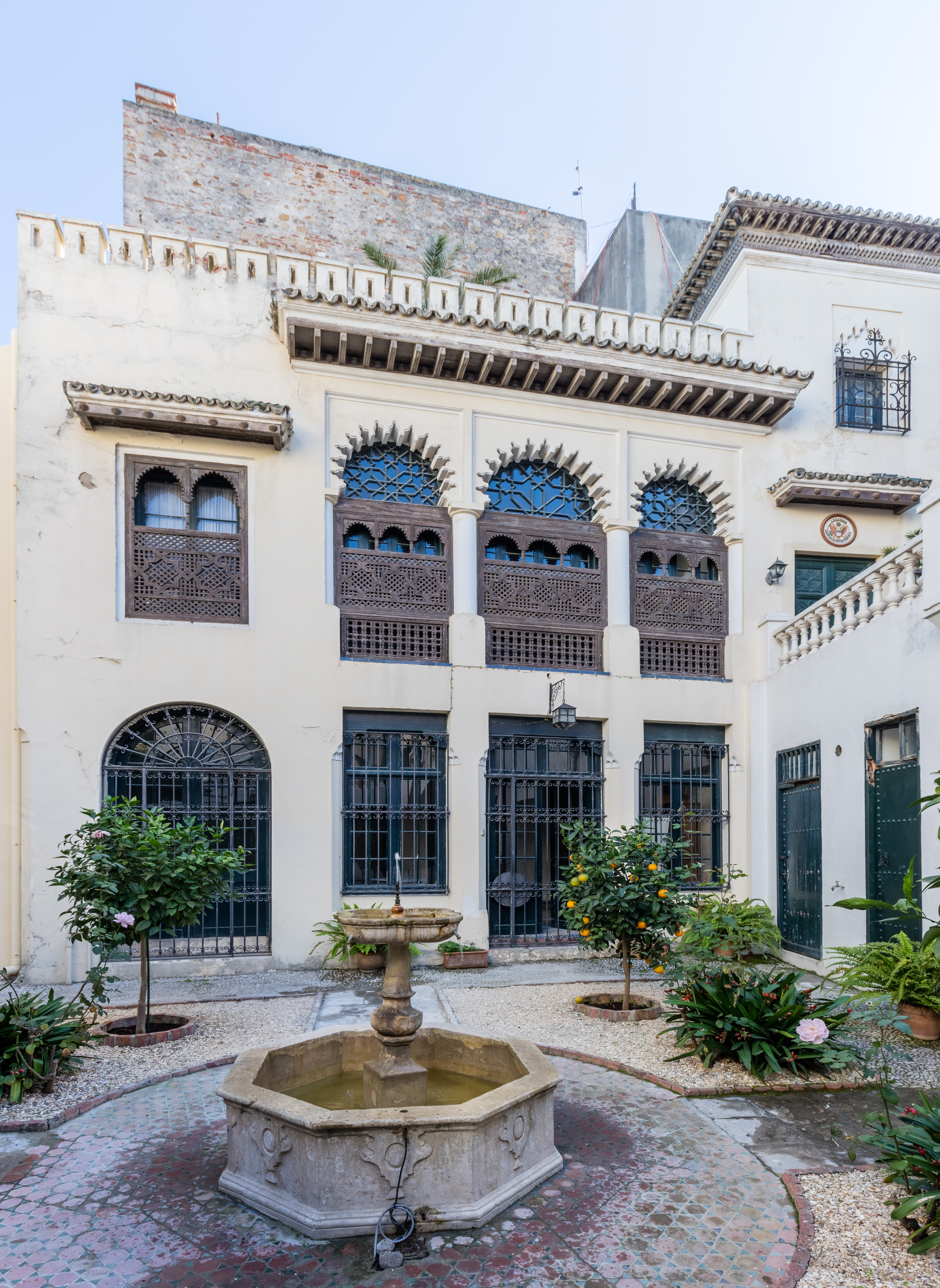

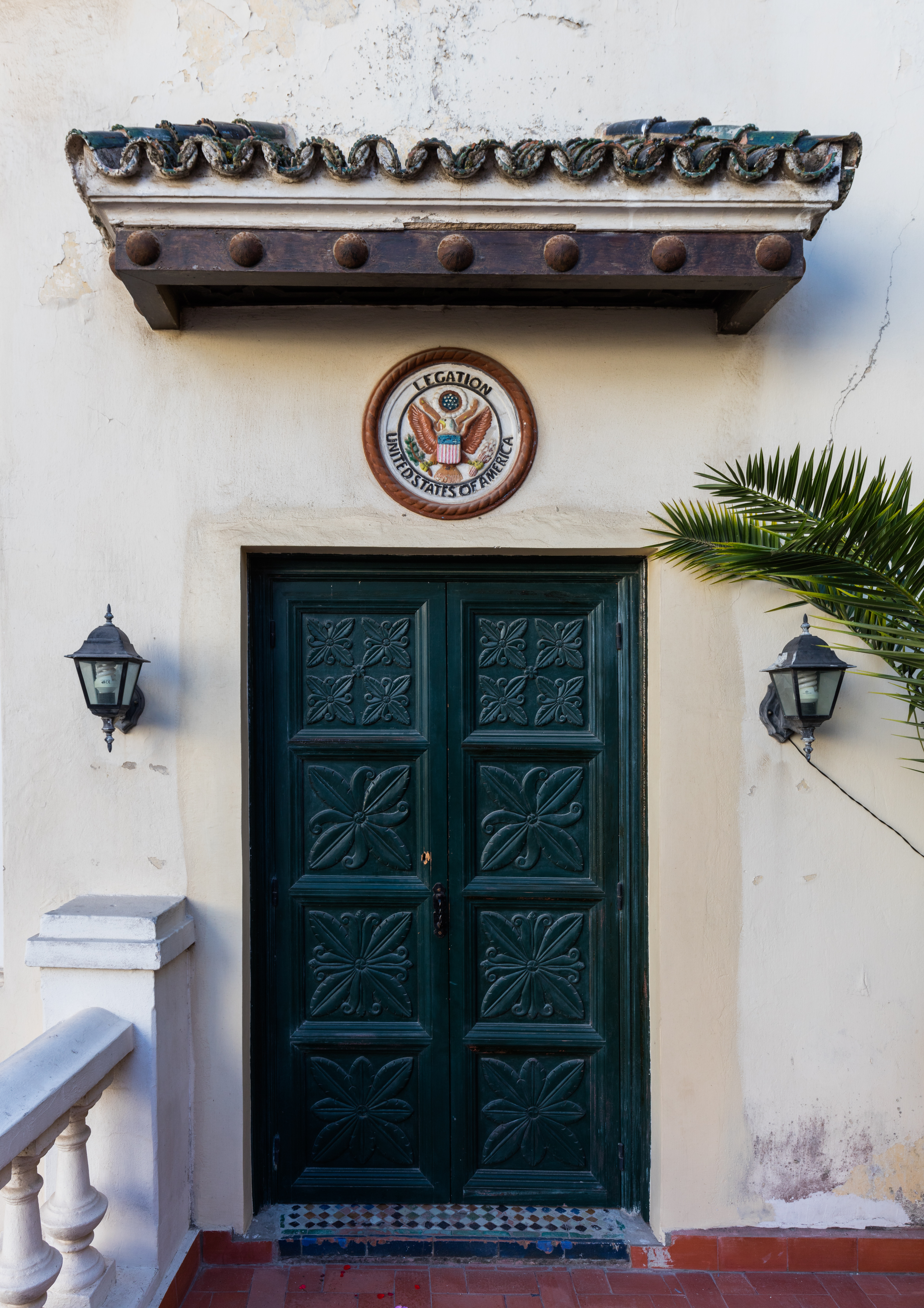

سفارت طنجه آمریکا، ساختمانی در مدینهٔ طنجه مراکش است. این ساختمان، نخستین دارایی عمومی ایالات متحده در خارج از خاک آمریکا، و یادمان روابط فرهنگی و سیاسی تاریخی، بین ایالات متحده و مراکش است. این مکان اکنون به عنوان مرکزی فرهنگی، موزه، کتابخانه، و مرکز مطالعات زبان عربی مورد استفاده قرار می‌گیرد.
این سفارتخانه، در ۸ ژانویهٔ ۱۹۸۱، در فهرست ثبت ملی اماکن تاریخی قرار گرفت. متعاقب آن، وزیر کشور ایالات متحده آمریکا جیمز وات آن را در ۱۷ دسامبر ۱۹۸۲ به عنوان میراث تاریخی ملی به ثبت رساند. این مکان نخستین (و تنها) دارایی فهرست شده یا ثبت شده در یک کشور خارجی است. این ساختمان همچنین در فهرست میراث فرهنگی وزارت امور خارجه ایالات متحده آمریکا قرار دارد؛ فهرستی که در آن دارایی‌های دولتی و با اهمیت از لحاظ فرهنگی یا تاریخی، واقع در سراسر جهان ثبت می‌شود.